# Pontiac Tempest
El Pontiac Tempest fue un automóvil compacto producido por la división Pontiac de General Motors. Se introdujo en septiembre de 1960 para la gama de modelos de 1961.
Compartía la nueva plataforma «Y» monocasco con el Buick Special y el Oldsmobile F-85.

## Primera serie (1961-1963)
A pesar de compartir algunos de los paneles con el Oldsmobile, el Tempest original incluía una transmisión innovadora — un transeje trasero acoplado a una barra del eje de transmisión dentro de un tubo descendente de 76 mm (3 pulgadas) dentro de un túnel longitudinal — acoplando el motor delantero y la transmisión trasera en una sola unidad y por lo tanto eliminando las vibraciones. La disposición, conocido como rope drive en términos generales «accionamiento por eje», había sido utilizado previamente en el prototipo 1951 Le Sabre.
Otra desviación de los demás coches con la plataforma «Y», menor pero aún notable, fueron las ruedas. Tanto Buick y Oldsmobile había armonizaban sus coches plataforma «Y» con frenos de tambor con cuatro pernos, compartido por ningún otro coche de GM en ese momento. Pontiac utilizó cinco pernos en el mismo diámetro de los frenos de tambor. 

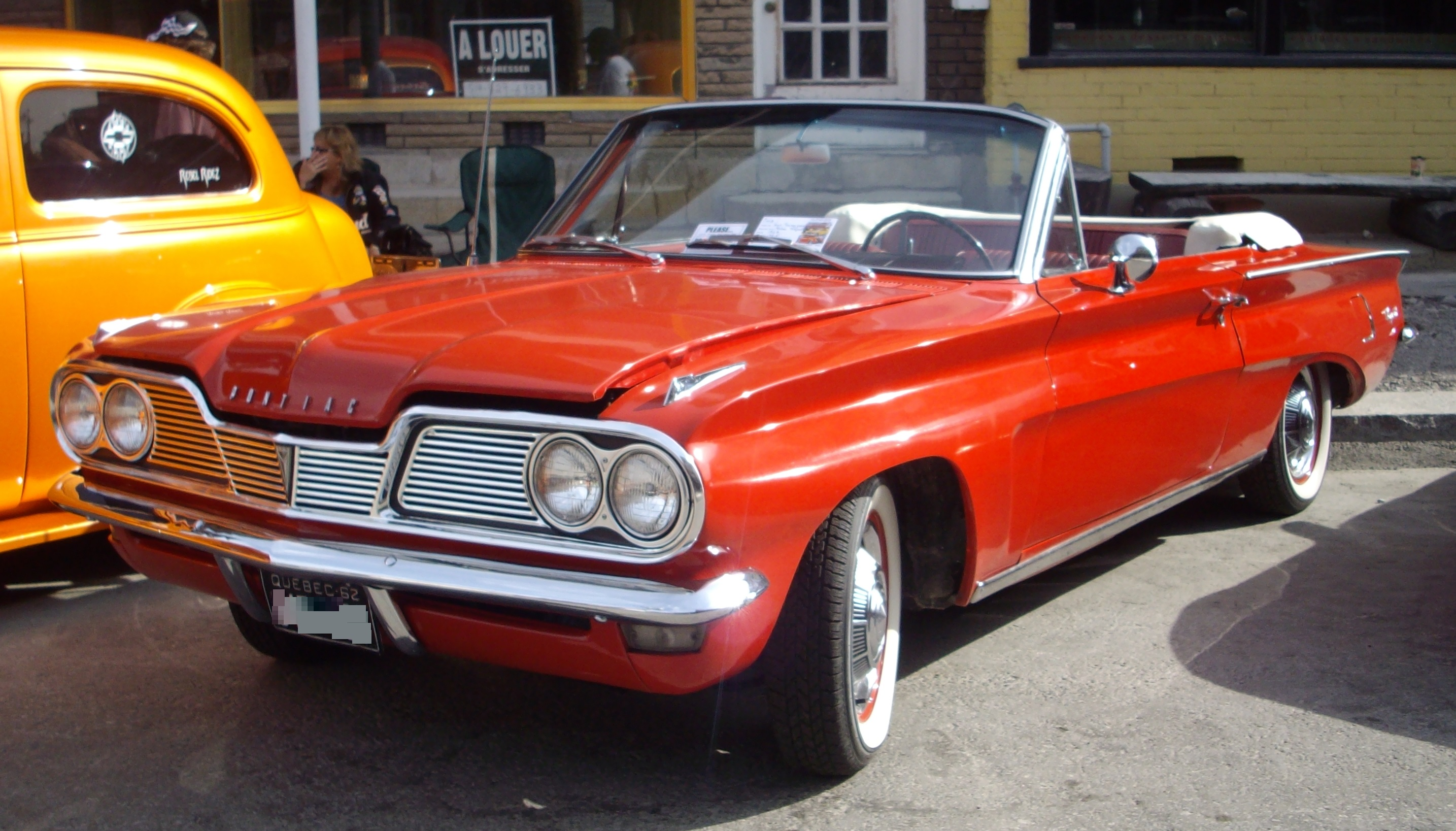
1962 Pontiac Tempest descapotable
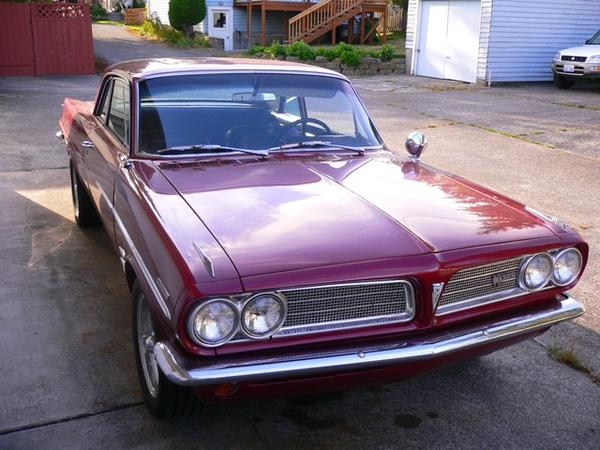
1963 Pontiac Tempest LeMans cupé

## Segunda serie (1964-1967)
En 1964, el Tempest fue rediseñado como un vehículo más convencional y ampliado a partir de un compacto a un tamaño intermedio con una distancia entre ejes de 115 pulgadas (2.900 mm) y una longitud total de 203 pulgadas (5.200 mm). Junto con sus hermanos, Oldsmobile F-85 y Buick Special, el Tempest/Le Mans se trasladó a la nueva plataforma «A» compartido con el nuevo Chevrolet Chevelle, y los tres coches recibieron las actualizaciones y modificaciones a lo largo de su normalización — incluyendo las ruedas — GM por edicto. 

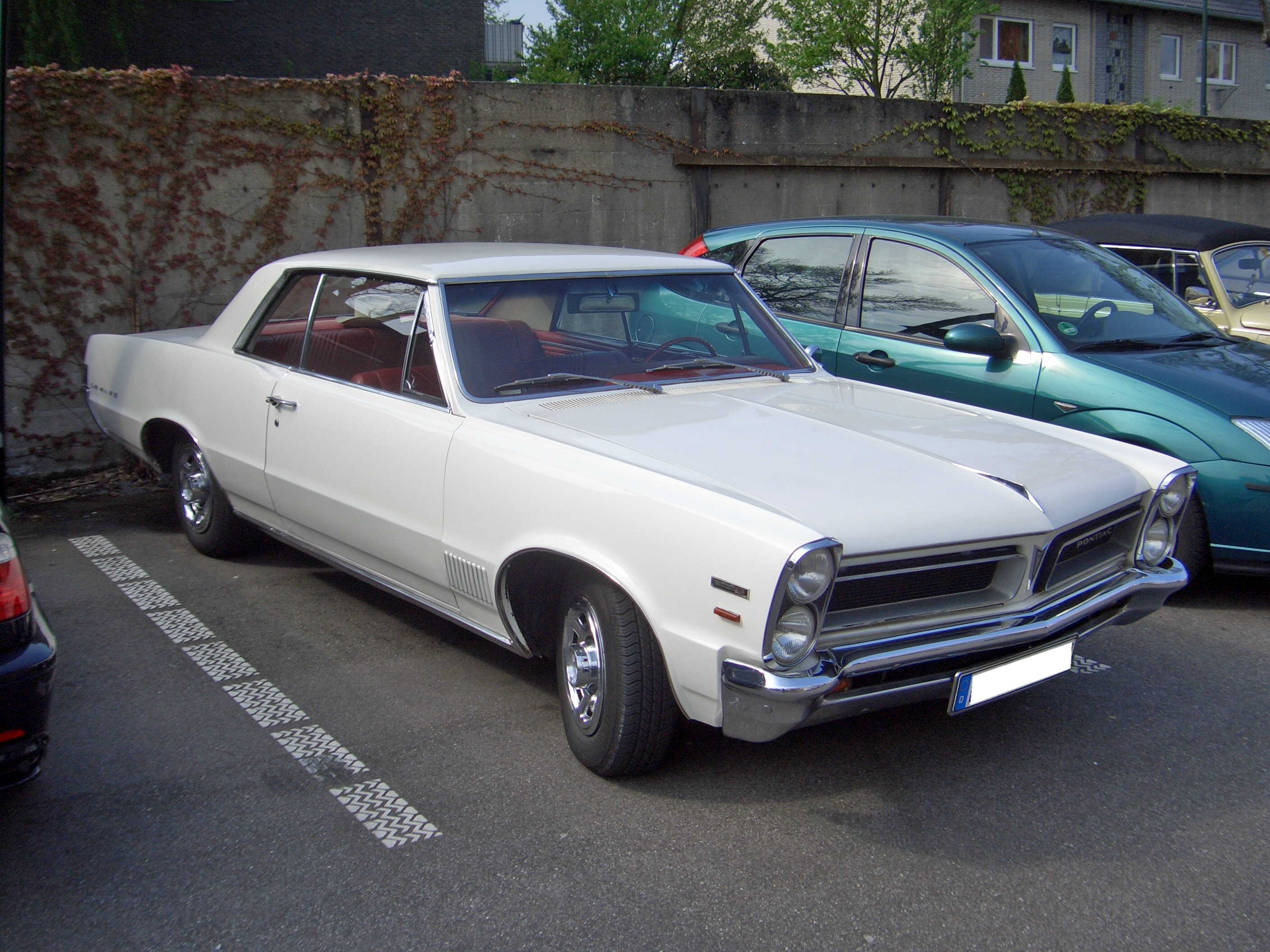
1965 Pontiac Tempest LeMans cupé

## Tercera serie (1968-1970)
Un Tempest rediseñado fue introducido para 1968 con un diseño más redondeado, limpiaparabrisas ocultos, un retorno a los faros horizontales y una distancia entre ejes de 112 pulgadas (2800 mm) para los dos puertas y 116 pulgadas (2946 mm) para los modelos de cuatro puertas.
El nombre de Tempest se discontinuó después del modelo del año 1970 a favor de Le Mans, una placa de identificación usado previamente para las versiones de gama alta de la serie.

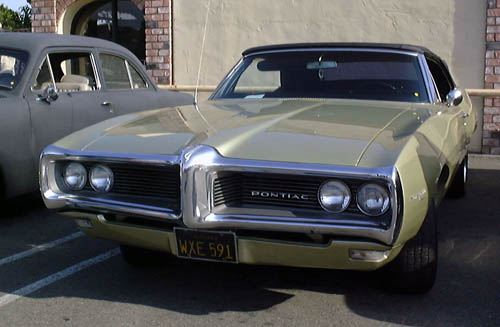
1968 Pontiac Tempest

## Pontiac Tempest (Canadá)
Pontiac comercializó para el mercado canadiense con cambio de placa insignia, el Chevrolet Corsica como Pontiac Tempest, a partir del año 1987. Descontinuado en 1991, el Tempest, junto con el Pontiac 6000 fueron reemplazados por el Pontiac Grand Prix sedán. El Pontiac Tempest de 1987-1991 se produjo en dos niveles de equipamiento, base (equivalente a la LT del Corsica) y LE (equivalente a la LTZ del Corsica). Las principales diferencias que separa al Tempest del Corsica son la parrilla, emblemas y luces traseras (las luces traseras luego fueron adoptadas como las luces traseras del Corsica en Estados Unidos) La única diferencia fueron otras opciones de llantas, luces de circulación diurna y un conjunto de instrumentos métricos.

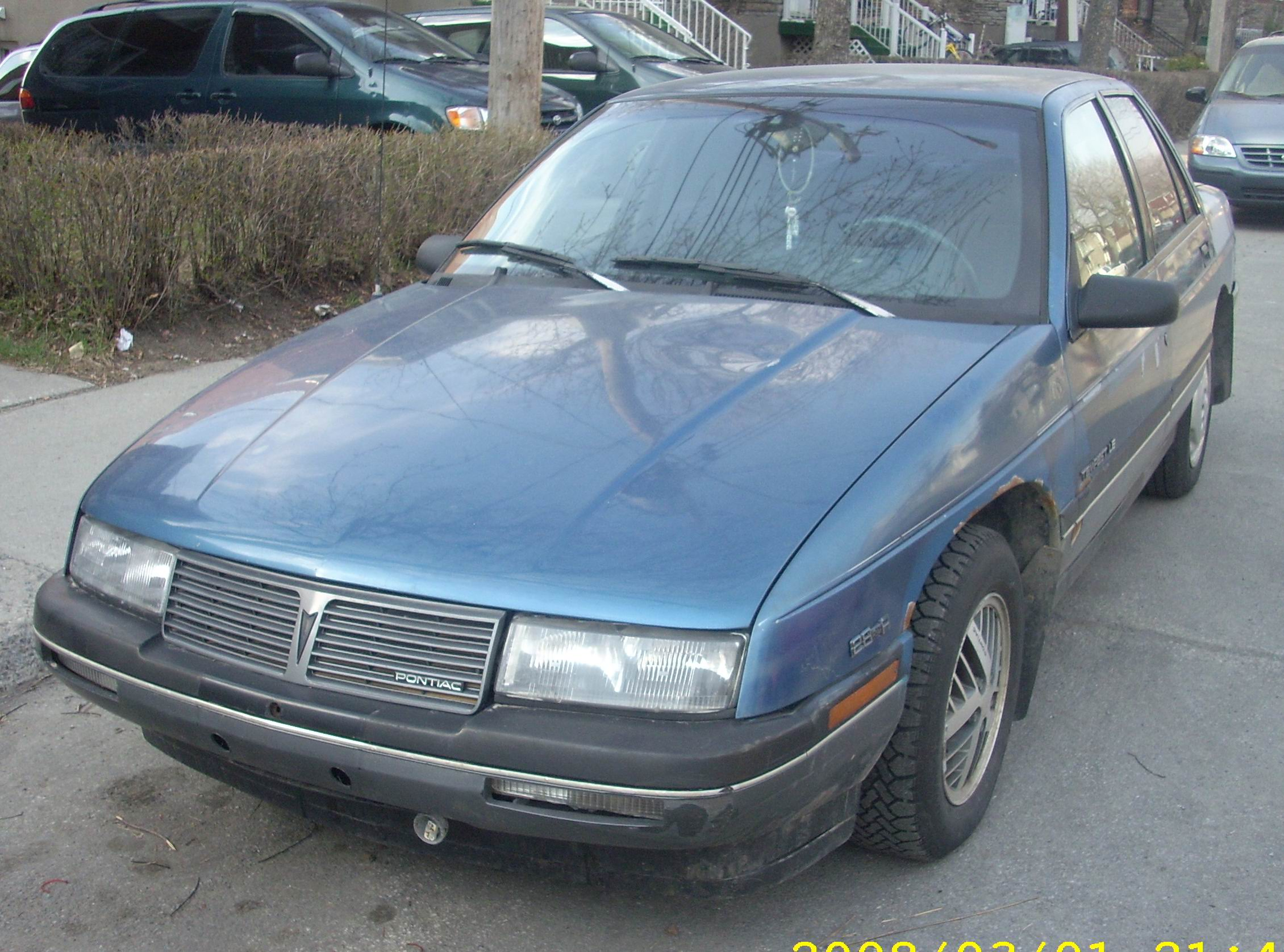
Pontiac Tempest canadiense